# Euastrum didelta
Euastrum didelta là một loài Song tinh tảo trong họ Desmidiaceae, thuộc chi Euastrum.